# Хурлингам
Хурлингам (шп. Hurlingham) је град у Аргентини у покрајини Буенос Ајрес. Према процени из 2005. у граду је живело 173.178 становника.

## Становништво
Према процени, у граду је 2005. живело 173.178 становника.
| 1991.   | 2001.   |
| ------- | ------- |
| 166.935 | 172.245 |